# El caballero Don Quijote
El caballero Don Quijote is een Spaanse film uit 2002, geregisseerd door Manuel Gutiérrez Aragón. De film is gebaseerd op het tweede deel van de roman Don Quichot van de Spaanse schrijver Cervantes.

## Verhaal
Na te hebben vernomen dat de Turkse vloot eraan komt, besluit Don Quijote opnieuw op een reis te ondernemen die begint in La Mancha en moet eindigen aan de kust. Gekleed in zijn harnas in renaissancestijl gaat hij samen met zijn trouwe schildknaap Sancho Panza op avontuur.

## Rolverdeling
| Acteur               | Personage           |
| -------------------- | ------------------- |
| Juan Luis Galiardo   | Don Quijote         |
| Carlos Iglesias      | Sancho Panza        |
| José Luis Torrijo    | Cura                |
| Víctor Clavijo       | Barbero             |
| Santiago Ramos       | Sansón Carrasco     |
| Kiti Mánver          | Ama                 |
| María Isasi          | Sobrina             |
| Manuel Alexandre     | Montesinos          |
| Marta Etura          | Dulcinea del Toboso |
| Joaquín Hinojosa     | Duque               |
| Emma Suárez          | Duquesa             |
| Juan Diego Botto     | Tosilos             |
| José Luis Alcobendas | Moro Diablo         |
| Manuel Manquiña      | Merlín              |
| Francisco Merino     | Pedro Recio         |

## Ontvangst

### Prijzen en nominaties
De film won 4 prijzen en werd voor 8 andere genomineerd. Een selectie:
| Jaar | Evenement                  | Categorie               | Genomineerde            | Resultaat   |
| ---- | -------------------------- | ----------------------- | ----------------------- | ----------- |
| 2003 | Premios Goya (17de editie) | Beste acteur            | Juan Luis Galiardo      | Genomineerd |
| 2003 | Premios Goya (17de editie) | Beste debuterend acteur | Carlos Iglesias         | Genomineerd |
| 2003 | Premios Goya (17de editie) | Beste bewerkt scenario  | Manuel Gutiérrez Aragón | Genomineerd |
| 2003 | Premios Goya (17de editie) | Beste camerawerk        | José Luis Alcaine       | Gewonnen    |
| 2003 | Premios Goya (17de editie) | Beste artdirector       | Félix Murcia            | Genomineerd |